# 鋼鉄天使くるみ
『鋼鉄天使くるみ』（こうてつてんしくるみ）とは、介錯作の漫画作品ならびにそれを原作とする一連のアニメおよび実写からなるシリーズ作品を指す。

## 概要
本作品は漫画家・介錯による漫画作品を原典とし、これを基にした下記の映像作品が存在する。その作風は作品によって若干の差はあるものの、基本的には鋼鉄天使と呼ばれるアンドロイドの少女たちが周囲の人間と若干お色気の入ったドタバタ気味のコメディ（ラブコメ）を繰り広げるという展開が大部分を占め、萌えとSF設定によって味付けされたコメディ作品である。鋼鉄天使のくるみとサキは特段の理由もなくメイド服を模した衣装を着用（原作漫画の初期では設計製作した科学者がくるみを「メイドロイド」と呼称しており、当初は何らかの設定があったものと思われる）している。
本シリーズはアニメ化を担当したポニーキャニオン、およびそのレーベルのm.o.e.が展開に力を入れていた。
鋼鉄天使くるみ
1999年10月5日から2000年4月4日までWOWOWのノンスクランブル枠『アニメコンプレックス2』で24回にわたり放送。放送終了後に同タイトルのOVAが全4巻構成で制作・販売。
DVDシングルアニメーション 鋼鉄天使くるみ
2000年7月19日から同年10月4日までDVDシングル媒体で発売されたOVA。全4巻構成。
鋼鉄天使くるみ2式
2001年4月12日から同年6月28日まで、独立UHF放送局の『アニメコンプレックスNIGHT』枠で12回にわたり放送。
DVDシングルアニメーション 鋼鉄天使くるみ零
2001年4月18日から同年6月20日までDVDシングル媒体で、鋼鉄天使くるみ2式と同時期に製作・販売されたOVA。全3巻構成。
鋼鉄天使くるみpure
2002年4月2日から同年6月18日までと2002年10月8日から同年12月24日までの2クールで独立UHF放送局『アニメコンプレックスNIGHT』枠で計24回にわたり放送。本作品のみ実写版である。

## 鋼鉄天使くるみ（原作漫画）
角川書店の『月刊少年エース増刊・エースダッシュ』1997年vol.1から1998年vol.7および『月刊エースネクスト』1999年3月号から2002年5月号および『月刊少年エース』2002年7月号から2004年2月号に連載。全67話＋読み切り1話、単行本は全11巻。
連載中においては自分の鋼鉄天使ならびにそのマスターをデザインするという読者参加企画が同時進行され、優秀作は実際に漫画本編に登場。キャラクター名が投稿者のペンネームと共にテロップ方式で示された。
本作品の連載中に前述の映像作品が製作されたため、それらのオリジナル設定などの一部をフィードバックする形で取り込んでいる。
作中の描写が設定と矛盾したり設定が完全消化されないノリ優先の展開が目立ち、緊迫した状況をギャグ的展開や楽屋オチで収拾するなどの緊張感に欠ける描写も少なくない。
また、未来編におけるタイムパラドックスなどの作内矛盾はパラレルワールド形式の樹形列式世界観が示されているが、それを勘案しても矛盾が解決しきれず説明が完全ではない部分があるほか、綾小路博士やワルスキー博士などの一部のキャラクターは連載途中で基本設定が変更されており、その前後で辻褄の合わない状態になっている。また、張られた伏線のうちいくつかは回収されないまま連載が終了している。

### 世界観
当初の舞台は大正時代中期。陰陽家の少年・神維仲人が秘密の研究所に迷い込み、その中で眠っていた少女くるみと偶然キスをしたことがきっかけで、くるみが目覚め、以降仲人をご主人様と慕うようになる。くるみは帝国陸軍が秘密裏に進めていた「鋼鉄兵士計画」に基づき、軍の協力者・綾小路鉄男博士が開発した絶対永久自動人形「鋼鉄天使」の壱号機であった。そしてくるみは人間の少女と変わりのない外見にもかかわらず、陸軍の最新鋭戦車「金剛」をたやすく退けるほどの絶大な力を持っていた。
鋼鉄天使とは「アカデミー」と称する科学者集団によるオーバーテクノロジーであり、綾小路鉄男とは未来人であるアカデミーの総帥・綾小路博士の別人格であった。綾小路博士は世界の先進各国に供与した技術によって鋼鉄天使の開発競争を行なわせ、より優れた兵器を建造すると共にその主人となる優秀な術者を発見しようとしていた。綾小路博士の目的は、未来世界で人類を滅亡させる敵となる「魔族」に対抗し得る兵器を開発し、かつ、歴史を改変し魔族によって滅亡しない世界を作り上げることにあった。
これを察知した魔族はカオスマインドを持つ鋼鉄天使リルリルことアビス1を送り込みアカデミーを襲撃。基地要塞ラグナロクの壊滅作戦は失敗するものの、アビス1はいずれ強大な敵と成り得る仲人に死の呪いを打ち込み未来に逃走する。
死の呪いを破るには術者を倒す以外にないことが判り、仲人・くるみ・サキ・カリンカ、そしてアカデミーの鋼鉄天使・加賀はアビス1を追って未来に移動。その世界は、各国での鋼鉄天使の本格運用により世界大戦が発生せず、大正時代がずっと続いている大正100年の世界だった。しかしこの世界には神維家もアカデミーも存在せず、その名を知る者すら誰一人なかった。そしてすべての鋼鉄天使とその主人たちは日本に置かれた鋼鉄学園と呼ばれる組織の所属下にあった。この世界は所謂パラレルワールドであり、この世界の仲人は呪いを解くことができず既に死亡。それが原因でくるみたちも機能を停止していた。

### あらすじ
原作者・介錯によると、本作品は「第一部・鋼鉄の三姉妹編（三姉妹の章）」「第二部・未来からの使者編（アカデミーの章）」「第三部・大正100年編（エクセリアの章）」「第四部・天使たちの黄昏編（加賀の章）」に大別される。なお、「第五部・関東天魔大震災編（最終章）」の構想があるとのことだが、これについては未執筆。

#### 大正中期の世界
大正中期。帝国陸軍では奇才・綾小路博士の指揮の下鋼鉄天使計画と呼ばれる人造人間兵器の開発計画が始動していた。しかし、博士は自らの研究成果が戦争に使われ、鋼鉄天使たちが人殺しの兵器となることに耐えられず、自ら事故死を装い開発中の鋼鉄天使2体と共に失踪してしまう。
一方、日本最強と言われる陰陽師の家系に育つ神維仲人は、その家名ゆえに同級生たちからいじめられていた。ある時、仲人はその一環として幽霊屋敷の肝試しに無理矢理引っ張り込まれる。しかし、廃墟と思っていたそこは綾小路博士の隠れ家であった。仲人はそこで呪符にまみれた怪しい機械と、その中に眠る少女・くるみを見つける。
それを前後に屋敷が激震し、その拍子に仲人は倒れてきたくるみにキスをしてしまう。強力な潜在能力を持つ術者が口づけを媒介として鋼鉄天使に呪力を吹き込む時、鋼鉄天使は術者をマスターと認め、これを守護する。かくして、くるみは仲人を主人とする鋼鉄天使として起動した。
屋敷を襲ったのは、陸軍で綾小路博士の部下であった天城博士だった。彼女は綾小路博士失踪後に鋼鉄天使計画を推進していたが、その完成を果たすことができず、綾小路博士を必要としていた。屋敷にいた綾小路博士と共に逃げる仲人とくるみ。一方で天城博士は屋敷の破壊跡から起動されなかった鋼鉄天使弐号機・サキと、いまだ鋼鉄天使に組み込まれていなかった鋼鉄天使の心臓回路、感情生成型パワーアクセラレーターであるエンゼルハートを2つ見つける。
陸軍と天城博士は高名な科学者ブランドー博士に協力を依頼。サキを起動させくるみにぶつける。しかし、そのドサクサをついて綾小路博士はブランドー博士にさらわれる。ブランドー博士は、実は綾小路博士のライバル、ワルスキー博士の変装だった。そしてワルスキーは軍からくすねた2つのエンゼルハートを使い、自らの研究成果である人造生命術師ミハエルを主人とした鋼鉄天使カリンカを創り上げる。
綾小路博士を助けるために天城博士と仲人は軍をバックアップとした共闘を開始した。が、2つのエンゼルハートを持つカリンカは出力だけではくるみやサキの二倍の力を持つ。サキは倒されくるみも手が出ず、あわやピンチと思われたその時、既にくるみを姉と慕っていたサキは自らのエンゼルハートをくるみに移植するよう申し出る。サキはくるみの願いを叶えるため。くるみは仲人を護るため。二人の想いは奇跡を起こし、エンゼルハートの力によって融合する。
かくてカリンカを退けたくるみとサキの2人。ワルスキーの居城に乗り込む。しかし、綾小路博士は依然、行方不明のまま。それどころか、加賀とよばれる謎の鋼鉄天使まで登場する。カリンカは結局、仲人たちの預かりになったものの、事態は想像を絶する方向へと動いていく。
実は鋼鉄天使計画の技術は、謎の組織アカデミーの手によって各国に流布されていたものだった。加賀はアカデミー直属の鋼鉄天使だった。そして、そのアカデミーは各国にて発展した鋼鉄天使の技術をぶつけ合い切磋琢磨させる場として鋼鉄ファイトを提案。ファイトに優勝した国に、さらなる技術を与えると約束した。
日本ではこれに海軍が名乗りを上げた。神維家と勢力を二分する陰陽師家系・神宮寺家が海軍と協力して創り上げた鋼鉄天使・葵。紆余曲折の末に、くるみたちは彼女と協力してファイトの勝ち抜きを目指すと思いきや、仲人大事のくるみたちと、戦いの嫌いな仲人はそんなことなどお構いなしに日々を過ごす。ところが、どうしてもくるみたちの愛の力を求める者たちがいた。加賀をはじめとするアカデミーである。アカデミーは仲人に綾小路博士の行方を自分たちが握っていることを伝え、鋼鉄ファイトへの参戦を要求してきた。仲人は天城博士の綾小路博士への思いを慮り、参戦を決意する。
過熱していく鋼鉄ファイト。ところが、その最中、謎の悪意ある存在がファイトを脅かす。魔属。アカデミーは彼らをそう呼んだ。そしてアカデミー中枢までたどり着いた仲人たちは、そこで綾小路博士に再会する。そして綾小路博士は、アカデミーを指揮していたのが彼であること、仲人たちと共にいた綾小路博士は、日本に鋼鉄天使技術を供与するために自ら作り上げた別人格であったこと、そして自らが未来人であり、遠い未来に人類を滅ぼす魔属に対抗するため、歴史を変えるためにこの時代にやってきたことを明らかにした。
アカデミーを襲う魔属。くるみたちは必死に抵抗する。しかし、その核となる人物が仲人であることに気付いた魔属は、仲人に死に至る呪いを打ち込み、自分は時の扉を開いて遥かな未来へと逃亡する。仲人が助かるには、自分たちも未来へ行くしかない。そう聞かされたくるみたちは仲人と共に魔属を追って時の扉の中へと飛び込んでいった。

#### 大正100年の世界
時の扉の向こうは百年後の世界だった。しかしこの世界にはアカデミーも神維家も存在せず、仲人たちの世界とはどこか様子が違っていた。仲人は天城博士の研究所のあった場所へ向かうが、そこは喫茶店になっており経営していたのは天城博士の子孫だった。仲人たちは天城店長の元に厄介になりながら、全ての鋼鉄天使とそのマスターが通わねばならないとされる鋼鉄学園に通い、学園生活を営みつつ魔属を探す活動を開始する。
鋼鉄学園では、常時、鋼鉄天使たちの戦いが行われ、その中でも優秀なる者はエンゼル・オブ・エンゼルと呼ばれる。仲人たちは学園と店との生活の中で、どこか影を持ち影を使うエンゼル・オブ・エンゼルの鋼鉄天使、エクセリアと出会う。

### 登場人物
神維 仲人（かぐら なかひと）
本作品の主人公。日本で有数の陰陽師の家系・神維家の少年。気弱で大人しい性格のため悪餓鬼三人組のいじめの標的とされていたが、ある日、偶然に落ち込んだ謎の研究室で偶然にくるみを起動させてしまう。術は未だ使えないが潜在的な能力は高い。
くるみ
綾小路鉄男博士の開発した鋼鉄天使壱号機。エンゼルハート一基を搭載し「力の鋼鉄天使」と呼ばれる。サキとカリンカの姉にあたる。仲人とのキスにより目覚め、それ以降、仲人をご主人様と呼び、慕う。
超鋼天使くるみ
カリンカとの戦闘に敗退したくるみとサキが融合して誕生。外見的にはくるみともサキとも異なるが、意識の主体はくるみにあり、圧倒的な力によりカリンカをたやすく退けた。融合の理由は定かでなく、くるみたちの意志によって自由に融合できるわけではない。
真・鋼鉄天使くるみ
エクセリアとの鋼鉄ファイトに際して仲人とのユニオンにより誕生。外見的にはノーマルなくるみに天使の翼が生えただけの姿だが、超鋼天使よりもさらに強力で、エクセリアの影の攻撃を跳ね返した。仲人とのユニオンにより随時変身できるようだが、この時以外には登場していない。
サキ
綾小路鉄雄博士の開発した鋼鉄天使弐号機。エンゼルハート一基を搭載し「技の鋼鉄天使」と呼ばれる。くるみたち三姉妹では次女。当初は陸軍の手により強制起動されくるみたちの追手として戦いを挑むが、一度機能停止した際にくるみの人工呼吸（キス）により再起動しくるみたちの仲間となる。このため、くるみに対して恋愛感情を抱いている。
カリンカ
二基のエンゼルハートを搭載した鋼鉄天使参号機で「力と技の鋼鉄天使」と呼ばれる。くるみたち三姉妹では三女。綾小路鉄男博士の設計だがワルスキー博士によって人造術者ミハエルを主人として起動させられ、その配下としてくるみとサキを襲撃する。ミハエル共々くるみとの戦いに敗北した後、礼子の預かりとなってくるみたちと生活するうちに仲人の味方として行動するようになる。
綾小路 鉄男（あやのこうじ てつお）
鋼鉄天使の開発者。帝国陸軍の協力のもとくるみとサキを作り上げるが、二人が戦争に使用されることを嫌って脱走、廃墟に隠れて研究を続けていたが、ブランドー博士によって誘拐される。その正体は未来人であるアカデミーの科学者・綾小路博士の別人格である。
天城 礼子（あまぎ れいこ）
帝国陸軍の技術将校で、鉄男博士の部下として鋼鉄天使の開発を担当していた。鉄男博士の脱走に際して追跡部隊の指揮官として行動。当初はくるみたちと敵対していたが、ブランドー博士の裏切りによる鉄男博士の誘拐事件を切っ掛けに表向きは軍を退役、仲人達と行動を共にするようになった。鉄男博士に恋慕の情を抱いている。
神維 神人（かぐら かみひと）
仲人の兄。神維家の現総領の陰陽師で、世界でも指折りの術者。鉄男博士とは面識があり、本来はくるみとサキの主人となるべき人物であった。人格的にも優れたひとかどの人物だが、仲人を過剰に偏愛し仲人が一時的に女性化した際にはその胸を揉みしだいたりと、一筋縄ではいかない面もある。
将軍
帝国陸軍の将校。鋼鉄天使の有意性を理解し鋼鉄天使による特殊部隊の編成を発案する。同時に類い稀れな美少女好きで、当の特殊部隊を自身の直属としようとした。
小松（こまつ）
将軍直属の帝国陸軍士官。階級などは不明だが、将軍の補佐官的な立場にある。
吉祥寺 栄子（きちじょうじ えいこ）
帝国陸軍諜報部の所属で将軍の密偵。アカデミーについて探っており、飛行船・山田式改でラグナロク侵入を試みる。天城博士に好意を持っている。
小金井 佳乃（こがねい よしの）
吉祥寺の同僚で将軍の密偵。吉祥寺と共に活動する。美少年好きで仲人に執心。
綾小路博士
謎の組織「アカデミー」の総帥。未来の世界で人類を滅ぼす「魔族」に対抗するため、歴史を改変するためにやってきた未来人であり、エンゼルハートや鋼鉄天使の真の開発者。しかし綾小路の唱える「科学と魔術の融合による新技術」は未来世界でも異端の技術とみなされていた。時間遡行のために未来世界の人類を見捨てたことへの呵責により人格が7つに分裂しており、鉄男博士とワルスキー博士はそのうちの2つ。
ワルスキー博士
鉄男博士のライバルのロシア人科学者。29歳、独身。というのは表向きで、正体はアカデミー所属の科学者。ブランドー博士に成りすまして天城博士と行動を共にし軍が保有するエンゼルハート2個を奪取。さらには鉄男博士を誘拐しカリンカ起動に協力させる。実は綾小路博士の別人格であり、肉体はミハエルに抹殺されるが、意識と人格はその後もアカデミー内部の生体コンピューターに残った。
ブランドー博士
イギリスの科学者。鉄男博士脱走後、天城博士に協力して鋼鉄天使の開発を行なうが、これはワルスキー博士の変装であり、本物はイギリスで監禁状態で発見された。鉄男博士の言によれば本物は男色家。
ミハエル
ワルスキー博士によってカリンカの主人となるべく生み出された人造の術者で神維神人の遺伝子を基に作られている。鋼鉄天使を「心のない人形」と嫌い、自身を慕うカリンカを冷くあしらう。一方で、「特殊な能力を持つため周囲に疎まれて育った」との記憶を持たされたことから、同様の境遇の仲人に異常な執着を持つ。くるみたちとの戦いののちワルスキー研究所の崩壊と共に死んだと思われていたが、その後、包帯だらけの容姿で姿を現した。
ダイアナ
アカデミー配下、綾小路博士付きの鋼鉄天使で、常にラグナロク内部に控えており外部で活動することはない。「始まりの鋼鉄天使」と呼ばれ、すべてのアカデミー配下の鋼鉄天使の上位的立場にあるため、アカデミー配下の鋼鉄天使のエンゼルハートを停止する能力を持つ。
加賀（かが）
アカデミー配下の鋼鉄天使。アカデミーの実働部隊に属する鋼鉄天使のリーダー格。
霧隠（きりがくれ）
日本風の名前と外見を持つが実は某国の鋼鉄天使。くるみを付け狙うもののさほどの性能ではないらしく、常に手玉に取られていた。大正100年の世界では「第一回鋼鉄ファイトで得体のしれない技で全鋼鉄天使を行動不能に陥らせた」とされエンゼル・オブ・エンゼルの一人に数えられているが、すべて誤解である。
永姫（えいき）
神維家の修行場である洞窟内の水晶に宿っていた精霊。仲人を気に入り「護神鬼」と呼ばれる式となった。掌に乗る程度の大きさの少女の姿をしているがその本性は龍の仔。一人称は「ワシ」。
神宮寺 忍（じんぐうじ しのぶ）
神維家に次ぐ実力を持つとされる陰陽道の家系・神宮司家の嫡男。というのは表向きで実は女子。鋼鉄天使葵の主人。陰陽の修行の一環として探偵業を営んでいる。仲人とは幼馴染みで幼少のころから好意を持っていたが、当の仲人は全く覚えていなかった。
葵（あおい）
帝国海軍が建造の鋼鉄天使で神宮寺忍が主人。日本刀を使う剣士であるが敵の着衣を切り刻むことに快感を覚えるいささか変態。加賀との戦闘に一方的に敗退し、それをきっかけにして剣の修行に精進する。
リルリル → アビス1
第1回鋼鉄ファイト決勝戦に参加の鋼鉄天使。しかしその実態は、魔族により建造され、エンゼルハートと対極の機能を持つカオスマインドを心臓部に持つ魔族の力を有する鋼鉄天使であった。鋼鉄ファイトに乗じてのラグナロクの壊滅を使命とするがこれに失敗。強力な陽の力を持つくるみを危険視し、主人である仲人の抹殺を目論む。
天城 零子（あまぎ れいこ）
天城家の子孫だが科学者ではなく喫茶店を経営している。本業は漫画家で「クリスティーヌ天城」名義でメジャー誌・少女アスカネクストに「恋はキャメル☆クラッチ」を連載している。大正100年の世界で仲人たちの保護者となる。容姿はほとんど礼子と瓜二つ。
神威 天人（かむい あまと）
鋼鉄学園の教師兼理事長代理でエクセリアの主人。神維神人に瓜二つの容姿を持つが性格は冷徹。実は大正100年の世界の過去で呪いを解けずに死亡した仲人の体を、死ななかったミハエルが融合して取り込んだもの。通常の人格はミハエルそのものだが状況によっては仲人の人格が現れることもある。死の呪いの効果を引き継いでおり陰陽の術によって延命しその間に魔族の殲滅を図るが、この世界で魔族が壊滅しても呪いは解けず、生き延びるために過去から来た仲人の肉体を取り込もうとする。
エクセリア
鋼鉄学園に所属する天人配下の鋼鉄天使で、エンゼル・オブ・エンゼルの一人。カリンカ同様に二基のエンゼルハートを搭載し、そのひとつは大正100年の世界のカリンカから移植されたもの。影を自由に操る能力を持つ。実は「始まりの13人の天使」と呼ばれる者たちの一人。なお、エクセリアの言うご主人様とは仲人の人格のことである。
神宮寺 陽子（じんぐうじ ようこ）
神宮寺家の子孫で鋼鉄学園の教師。エンゼル・オブ・エンゼルの一人である葵弐式の主人。「より強い術者の血統を残す」という神宮寺家の定めに従い、仲人の貞操を狙った。
神宮寺 うるか（じんぐうじ うるか）
陽子の妹。クリスティーヌ天城のアシスタントとして漫画の勉強をする傍ら、「正義の美少女漫画家エースエンゼル」として帝都の治安維持のため密かに活動する。外見はアニメ「2式」の皇うるかを基にしたキャラクターだが、設定上は無関係。
マガト
鋼鉄学園の生徒である強力な術者で、エンゼル・オブ・エンゼルの一人である帝の主人。実は大正100年の世界にもう一人存在したミハエルが魔族の干渉を受けて変化した姿。
帝（みかど）
マガト配下の鋼鉄天使でエンゼル・オブ・エンゼルの一人。その正体はある事情から綾小路博士の元を去ったダイアナである。そのため、他の鋼鉄天使を自在に操る「テンプテーション」という能力を持つ。
大局（おおつぼね）
神宮寺陽子の祖先で常に神宮寺家奥座敷の御簾の向こうに控えており、姿は現さない。本名は不明だが、葵弐式の真の主人と呼ばれている。
葵弐式
神宮寺陽子配下の鋼鉄天使でエンゼル・オブ・エンゼルの一人。忍の配下だった葵の改造機だが、改造の経緯は不明。
くるみ弐式
大正100年の世界の過去で仲人が死んだために機能停止したくるみの改造機。天人の配下として仲人を助けようとするくるみたちを妨害する。機能的にはくるみより高性能だが、行動理念が自己のためであることから仲人のために行動するくるみの前に敗退した。
サキ弐式
くるみ同様に機能停止したサキの改造機。くるみ弐式と協力して仲人救出を妨害するが、サキの前に敗退した。
カリンカ弐式
姉たちと同様に機能停止したカリンカの改造機で姉たちと共に仲人救出を妨害する。二基搭載していたエンゼルハート一基を取り外されているため、三姉妹中ただひとり性能が低下しており、カリンカの敵ではなかった。

### 各話リスト
| 話数   | サブタイトル                    | 掲載誌             | 単行本 | 巻末特典                                                    | 備考                                                    |
| ------ | ------------------------------- | ------------------ | ------ | ----------------------------------------------------------- | ------------------------------------------------------- |
| 1      | くるみ大地に立つ!!              | エースダッシュ     | 第1巻  | マンガ 第1巻買ってくれてアリガトー!!                        | 神維仲人、くるみ、綾小路博士、天城博士登場              |
| 2      | サキ襲撃!!                      | エースダッシュ     | 第1巻  | マンガ 第1巻買ってくれてアリガトー!!                        | サキ、将軍、小松登場                                    |
| 3      | 愛の狭間で…                     | エースダッシュ     | 第1巻  | マンガ 第1巻買ってくれてアリガトー!!                        |                                                         |
| 4      | 閑話休題                        | エースダッシュ     | 第1巻  | マンガ 第1巻買ってくれてアリガトー!!                        | ワルスキー博士、神維神人、カリンカ、ミハエル登場        |
| 5      | 参号機出撃す                    | エースダッシュ     | 第1巻  | マンガ 第1巻買ってくれてアリガトー!!                        |                                                         |
| 6      | 綾小路博士救出作戦              | エースダッシュ     | 第2巻  | くるみの介錯基地レポート大作戦                              |                                                         |
| 7      | 激闘は憎しみ深く                | エースダッシュ     | 第2巻  | くるみの介錯基地レポート大作戦                              | 超鋼天使くるみ、綾小路博士（本体）、ダイアナ登場        |
| 8      | 再会、くるみと仲人              | 月刊エースネクスト | 第2巻  | くるみの介錯基地レポート大作戦                              | 加賀登場                                                |
| 9      | 悠久の再会                      | 月刊エースネクスト | 第2巻  | くるみの介錯基地レポート大作戦                              |                                                         |
| 10     | くるみのなかよし大作戦          | 月刊エースネクスト | 第2巻  | くるみの介錯基地レポート大作戦                              |                                                         |
| 11     | くるみのスパイ大作戦            | 月刊エースネクスト | 第2巻  | くるみの介錯基地レポート大作戦                              |                                                         |
| 12     | 密会                            | 月刊エースネクスト | 第3巻  | くるみのアフレコレポート大作戦 鋼鉄天使キャラクターファイル |                                                         |
| 13     | 日本鋼鉄天使大決戦              | 月刊エースネクスト | 第3巻  | くるみのアフレコレポート大作戦 鋼鉄天使キャラクターファイル | 神宮寺忍、葵、霧隠登場                                  |
| 14     | 900年目の対決 神維家と神宮寺家  | 月刊エースネクスト | 第3巻  | くるみのアフレコレポート大作戦 鋼鉄天使キャラクターファイル |                                                         |
| 15     | 破れ！ 時皇真空剣!!             | 月刊エースネクスト | 第3巻  | くるみのアフレコレポート大作戦 鋼鉄天使キャラクターファイル |                                                         |
| 16     | 新しい絆                        | 月刊エースネクスト | 第3巻  | くるみのアフレコレポート大作戦 鋼鉄天使キャラクターファイル | 護神鬼永姫登場                                          |
| 17     | くるみ、恋のライバル出現!!      | 月刊エースネクスト | 第4巻  | くるみのOLM潜入作戦                                         |                                                         |
| 18     | アイドル天使・ようこそくるみ    | 月刊エースネクスト | 第4巻  | くるみのOLM潜入作戦                                         |                                                         |
| 19     | 二人の絆(前編)                  | 月刊エースネクスト | 第4巻  | くるみのOLM潜入作戦                                         |                                                         |
| 20     | 二人の絆(中編)                  | 月刊エースネクスト | 第4巻  | くるみのOLM潜入作戦                                         |                                                         |
| 21     | 二人の絆(後編)                  | 月刊エースネクスト | 第4巻  | くるみのOLM潜入作戦                                         |                                                         |
| 22     | くるみのデートでウキウキですぅ♡ | 月刊エースネクスト | 第4巻  | くるみのOLM潜入作戦                                         |                                                         |
| 23     | 鋼鉄学園くるみ!?                | 月刊エースネクスト | 第5巻  | 鋼鉄天使之友増刊号 くるみの立体化大作戦                     |                                                         |
| 24     | 決戦前夜                        | 月刊エースネクスト | 第5巻  | 鋼鉄天使之友増刊号 くるみの立体化大作戦                     |                                                         |
| 25     | 世界鋼鉄天使大集合!!            | 月刊エースネクスト | 第5巻  | 鋼鉄天使之友増刊号 くるみの立体化大作戦                     | カリンカの衣装変更（アニメ「2式」の衣装に合わせたもの） |
| 26     | 発動!! 全鋼鉄天使停止命令       | 月刊エースネクスト | 第5巻  | 鋼鉄天使之友増刊号 くるみの立体化大作戦                     |                                                         |
| 27     | 魔人転生                        | 月刊エースネクスト | 第5巻  | 鋼鉄天使之友増刊号 くるみの立体化大作戦                     | 魔族出現                                                |
| 28     | 堕天使・加賀                    | 月刊エースネクスト | 第5巻  | 鋼鉄天使之友増刊号 くるみの立体化大作戦                     |                                                         |
| 29     | 旅立ち                          | 月刊エースネクスト | 第6巻  | 四コマ漫画、3本                                             |                                                         |
| 30     | 刻の異邦人                      | 月刊エースネクスト | 第6巻  | 四コマ漫画、3本                                             | 天城店長、エクセリア、神威天人登場                      |
| 31     | エンゼル・オブ・エンゼル        | 月刊エースネクスト | 第6巻  | 四コマ漫画、3本                                             |                                                         |
| 32     | 未来の遺産                      | 月刊エースネクスト | 第6巻  | 四コマ漫画、3本                                             | 神宮寺陽子登場                                          |
| 33     | 鋼鉄ファイト                    | 月刊エースネクスト | 第6巻  | 四コマ漫画、3本                                             |                                                         |
| 34     | エンゼル・フォース              | 月刊エースネクスト | 第6巻  | 四コマ漫画、3本                                             |                                                         |
| 35     | 真・鋼鉄天使                    | 月刊エースネクスト | 第7巻  | くるみの介錯基地ドキドキ探検大作戦                          | 真・鋼鉄天使くるみ登場                                  |
| 36     | 天城零子の裏（表!?）仕事        | 月刊エースネクスト | 第7巻  | くるみの介錯基地ドキドキ探検大作戦                          |                                                         |
| 37     | うるか参上！                    | 月刊エースネクスト | 第7巻  | くるみの介錯基地ドキドキ探検大作戦                          | 神宮寺うるか登場                                        |
| 38     | カリンカのなかよし大作戦        | 月刊エースネクスト | 第7巻  | くるみの介錯基地ドキドキ探検大作戦                          |                                                         |
| 39     | 鋼鉄戦艦(上)                    | 月刊エースネクスト | 第7巻  | くるみの介錯基地ドキドキ探検大作戦                          |                                                         |
| 40     | 鋼鉄戦艦(下)                    | 月刊エースネクスト | 第7巻  | くるみの介錯基地ドキドキ探検大作戦                          |                                                         |
| 41     | 愛のエプロン                    | 月刊エースネクスト | 第8巻  | くるみの撮影潜入大作戦 月刊鋼鉄天使之友増刊号               |                                                         |
| 42     | 3人目のエンゼル・オブ・エンゼル | 月刊エースネクスト | 第8巻  | くるみの撮影潜入大作戦 月刊鋼鉄天使之友増刊号               | 葵弐式登場                                              |
| 43     | 卒業事変(前編)                  | 月刊エースネクスト | 第8巻  | くるみの撮影潜入大作戦 月刊鋼鉄天使之友増刊号               |                                                         |
| 44     | 卒業事変(中編)                  | 月刊エースネクスト | 第8巻  | くるみの撮影潜入大作戦 月刊鋼鉄天使之友増刊号               | マガト、帝登場                                          |
| 45     | 卒業事変(後編)                  | 月刊エースネクスト | 第8巻  | くるみの撮影潜入大作戦 月刊鋼鉄天使之友増刊号               |                                                         |
| 46     | 100年の終焉                     | 月刊エースネクスト | 第8巻  | くるみの撮影潜入大作戦 月刊鋼鉄天使之友増刊号               |                                                         |
| 読切   | 妄想天使サキ                    | 月刊エースネクスト | 第8巻  | くるみの撮影潜入大作戦 月刊鋼鉄天使之友増刊号               |                                                         |
| －     | PROLOGUE                        | 月刊エースネクスト | 第9巻  | あとがきマンガ                                              | 永姫再登場                                              |
| 47     | サキの病                        | 月刊エースネクスト | 第9巻  | あとがきマンガ                                              |                                                         |
| 48     | カリンカの気持ち                | 月刊エースネクスト | 第9巻  | あとがきマンガ                                              |                                                         |
| 49     | 仲人の不安                      | 月刊エースネクスト | 第9巻  | あとがきマンガ                                              |                                                         |
| 50     | そして、歯車は廻りだす          | 月刊エースネクスト | 第9巻  | あとがきマンガ                                              |                                                         |
| 51     | 新入生の実力                    | 月刊エースネクスト | 第9巻  | あとがきマンガ                                              |                                                         |
| 52     | 詩人の奏でる詩                  | 月刊エースネクスト | 第9巻  | あとがきマンガ                                              | 大局登場                                                |
| 53     | クリスティーヌ天城の新連載!!    | 月刊少年エース     | 第9巻  | あとがきマンガ                                              |                                                         |
| 54     | 誰が為に戦う                    | 月刊少年エース     | 第10巻 | 四コマ漫画・それ行けエースエンゼル(2)                       |                                                         |
| 55     | 鋼鉄ファイト再び                | 月刊少年エース     | 第10巻 | 四コマ漫画・それ行けエースエンゼル(2)                       |                                                         |
| 56     | 100年                           | 月刊少年エース     | 第10巻 | 四コマ漫画・それ行けエースエンゼル(2)                       |                                                         |
| 57     | 対決!! 加賀対葵                 | 月刊少年エース     | 第10巻 | 四コマ漫画・それ行けエースエンゼル(2)                       |                                                         |
| 58     | 絶対天使領域                    | 月刊少年エース     | 第10巻 | 四コマ漫画・それ行けエースエンゼル(2)                       |                                                         |
| 59     | 7つのピース                     | 月刊少年エース     | 第10巻 | 四コマ漫画・それ行けエースエンゼル(2)                       |                                                         |
| 60     | 魔竜の雄叫び                    | 月刊少年エース     | 第10巻 | 四コマ漫画・それ行けエースエンゼル(2)                       |                                                         |
| 61     | 決戦①                           | 月刊少年エース     | 第11巻 |                                                             |                                                         |
| 62     | 決戦②                           | 月刊少年エース     | 第11巻 |                                                             |                                                         |
| 63     | 決戦③                           | 月刊少年エース     | 第11巻 |                                                             |                                                         |
| 64     | 決戦④                           | 月刊少年エース     | 第11巻 |                                                             |                                                         |
| 65     | 戦いのあとに……                  | 月刊少年エース     | 第11巻 | くるみ弐式、サキ弐式、カリンカ弐式登場                      |                                                         |
| 66     | 弐式                            | 月刊少年エース     | 第11巻 |                                                             |                                                         |
| 最終話 | 帰還                            | 月刊少年エース     | 第11巻 |                                                             |                                                         |

## 書誌情報
単行本
1. 壱 1998年（平成10年）9月25日 ISBN 4-04-713236-5
2. 弐 1999年（平成11年）5月27日 ISBN 4-04-713280-2
3. 参 1999年（平成11年）10月29日 ISBN 4-04-713303-5
4. 四 2000年（平成12年）4月7日 ISBN 4-04-713331-0
5. 五 2000年（平成12年）9月27日 ISBN 4-04-713364-7
6. 六 2001年（平成13年）3月27日 ISBN 4-04-713401-5
7. 七 2001年（平成13年）9月21日 ISBN 4-04-713458-9
8. 八 2002年（平成14年）3月22日 ISBN 4-04-713481-3
9. 九 2002年（平成14年）12月19日 ISBN 4-04-713530-5
10. 十 2003年（平成15年）8月27日 ISBN 4-04-713572-0
11. 十一 2004年（平成16年）2月25日 ISBN 4-04-713608-5

小説
- 鋼鉄天使くるみ （著者：とまとあき）

2000年（平成12年）2月29日 ISBN 978-4-04-412113-6
一般書
- 鋼鉄天使くるみ ～萬國美天使大博覧會～ （著者：ニュータイプ編集部）

2000年（平成12年）4月7日 ISBN 978-4-04-853190-0

## 鋼鉄天使くるみ（アニメ）
本作品は最初の映像化作品であり、SFバトルアクション色とラブコメ色が強い。後半には兵器としての鋼鉄天使達の悲哀を交えたシリアスな展開に傾倒したものの、全体的にはコメディとシリアスを組み合わせた展開やそれに対応するキャラクター配置、デフォルメ化したキャラクターの多用などによってコミカルな作品として仕上がっている。
また、本作品で確立された、ご主人さまを愛するくるみ、くるみに同性愛感情を抱くサキ、くるみに対抗してご主人さまにちょっかいを出すカリンカ、という三姉妹の関係は、シリーズを通じて（零を除く）のパターンとなっている。
なお、本作品には本編の後日談的な内容である4巻のOVAが追加されている。前3巻はそれぞれカリンカ、サキ、くるみに焦点を当てたエピソードで、最後の1巻は全鋼鉄天使を登場させるというものとなっている。
1999年11月号から2000年5月号にかけて、講談社の雑誌「テレビマガジン」でアニメでの情報が掲載されている他、玩具メーカーのタカラ（現在のタカラトミー）より「エンジェルステッキ」など様々な商品展開も行われていた。
2012年（平成24年）9月にBlu-ray BOXが発売された。

### あらすじ
時は大正時代。悪友に強いられ肝試しとして綾小路博士の屋敷に忍び込んだ神維仲人が、そこで試作品の鋼鉄天使のくるみを発見して偶然起動させてしまう。そのくるみは自分を目覚めさせた仲人をご主人さまと認識し、彼にベッタリとなる。一方、くるみの目覚めの直後から、彼らは途方もない力を秘めた鋼鉄天使である彼女を狙う諸勢力に追い回され、それらと闘っていくことになる。

### 登場人物
神維 仲人（かぐら なかひと）
声 - 桑島法子
本作品の主人公。くるみのご主人様（術者）の少年。気弱な性格。神人の弟で陰陽師だが、未熟であり術はまだ全然使えない。
くるみ
声 - 榎本温子
本作品のメインヒロイン。エンゼルハート改搭載の鋼鉄天使壱号機。サキとカリンカの姉（長女）。仲人とのキスにより目覚め、それ以降、仲人をご主人様と呼び、慕う。
サキ
声 - 田中理恵
エンゼルハート搭載の鋼鉄天使弐号機。くるみたち三姉妹では次女。姉のくるみのキスにより目覚めており、姉のくるみに対して同性愛感情を抱いている。
カリンカ
声 - 倉田雅世
エンゼルハート二基搭載の鋼鉄天使参号機。くるみたち三姉妹では三女。一時期はアカデミーの配下だった。くるみとの戦いに敗北した後、くるみに勝つために仲人のキスを奪おう（カリンカの勘違い）とするが、仲人の真っ直ぐな姿勢や心に次第に魅かれて恋愛感情を抱くようになり、姉のくるみやサキとも和解した。
天城 礼子（あまぎ れいこ）
声 - 折笠愛
帝国軍・陸軍の科学者で鋼鉄天使の研究者。通称「天城博士」。一時期はくるみたちと敵対していたが、ブランドー博士の裏切りと綾小路博士の誘拐事件の切っ掛けにより、将軍の計らいにより軍を退役後に仲人たちと行動を共にするようになった。
綾小路 鉄男（あやのこうじ てつお）
声 - 鈴置洋孝
元アカデミーの未来人の科学者。通称「綾小路博士」。鋼鉄天使くるみとサキを作り上げた。カリンカは設計のみ。意見の違いからワルスキー博士と対立していたが、終盤で和解した。原作版とは異なり、独立したひとりの人間である。
神維 神人（かぐら かみひと）
声 - 松本保典
仲人の兄で陰陽師。どこか砕けた性格で、弟である仲人を溺愛している。
撫子（なでしこ）
声 - 井上喜久子
くるみが作られる以前に作られた鋼鉄天使。言ってみれば、くるみ、サキ、カリンカにとって一番上の姉にあたる。後半に登場。術者、鋼鉄天使三姉妹、敵の組織アカデミーなど詳しいことを明かした。仲人たちが来るまでは、綾小路博士の秘密研究所に滞在し、管理を担っていた。
将軍
声 - 大木民夫
帝国軍・陸軍の幹部。美少女好きな点は原作同様だが、お気に入りのカリンカの木彫りのフィギュアを自ら造るなど、さらにヲタク度が高い。カリンカとデートの約束を取り付けたが、カリンカの勘違いのため実現できなかった。
吉祥寺 栄子（きちじょうじ えいこ）
声 - 川上とも子
将軍の密偵。礼子に好意を持っている。
小金井 佳乃（こがねい よしの）
声 - 根谷美智子
将軍の密偵。仲人に好意を持っている。鋼鉄天使全員参加による仲人のキス争奪戦に参加し、決勝まで行った。
ワルスキー博士
声 - 西村知道
アカデミー（未来人）の首領にして科学者。意見の違いにより綾小路博士と対立していたが終盤で和解した。原作版とは異なり、独立したひとりの人間である。
ブランドー博士
声 - 森川智之
アカデミーの科学者。
ミハエル
声 - 冬馬由美
エンゼルハートと＋改を搭載したアカデミー配下の最強の鋼鉄天使。当初は少年の姿をしていたが、仲人とキスをしたことで本来の姿である成人の女性へと変化した。このことにより、仲人とキスをすれば脅威的なパワーが授かると鋼鉄天使たち全員は勘違いをし、仲人のキス争奪戦の引き金となったが、ミハエルは出場していない。
加賀（かが）
声 - 手塚ちはる
アカデミー配下の鋼鉄天使。カオリとツナミの三人中でリーダー格。
カオリ
声 - 岡村明美
アカデミー配下の鋼鉄天使。
ツナミ
声 - 柚木涼香
アカデミー配下の鋼鉄天使。

### スタッフ
- 原作 - 介錯（角川書店刊「月刊少年エースネクスト」連載）
- 企画・プロデュース - 久米憲司
- 監督 - 高橋ナオヒト
- シリーズ構成・脚本 - 荒川稔久
- キャラクターデザイン・総作画監督 - 千羽由利子
- メカニックデザイン - 伊藤岳史
- 美術監督 - 高橋久嘉
- 色彩設計 - 大関たつ枝
- CGディレクター - 水谷貴哉
- 編集 - 山森重之
- 音響監督 - 渡辺淳
- 音楽 - 佐橋俊彦
- 音楽ディレクター - 澁谷知子
- アニメーションプロデューサー - 神田修吉
- アニメーション制作 - OLM TEAM WASAKI
- 製作 - ポニーキャニオン

### 主題歌
オープニングテーマ「KissからはじまるMiracle」
作詞 - 荒川稔久 / 作曲・編曲 - 佐橋俊彦 / 歌 - STEEL ANGELS（榎本温子、田中理恵、倉田雅世）
エンディングテーマ「永遠の鋼鉄天使」
作詞 - 荒川稔久 / 作曲・編曲 - 佐橋俊彦 / 歌 - STEEL ANGELS（榎本温子、田中理恵、倉田雅世）

### 各話リスト
1話約12分。
| 話数 | 話数       | サブタイトル                | 絵コンテ       | 演出         | 作画監督   | 放送日                     |
| ---- | ---------- | --------------------------- | -------------- | ------------ | ---------- | -------------------------- |
| 1    | テレビ放送 | くるみ大地に立つですぅ!     | 仙北實         | 高橋ナオヒト | 千羽由利子 | 1999年（平成11年） 10月5日 |
| 2    | テレビ放送 | ご主人様は一人ですぅ!       | 仙北實         | 村田和也     | 沢田正人   | 10月12日                   |
| 3    | テレビ放送 | 新たなる天使・サキ!         | まついひとゆき | 村田和也     | 藤澤俊幸   | 10月19日                   |
| 4    | テレビ放送 | 嫌いにならないでです!       | 仙北實         | 須藤典彦     | 宮田忠明   | 10月26日                   |
| 5    | テレビ放送 | 妹ができたですぅ!           | 仙北實         | 須藤典彦     | 松岡秀明   | 11月2日                    |
| 6    | テレビ放送 | 愛姉妹                      | 村田和也       | 村田和也     | 沢田正人   | 11月9日                    |
| 7    | テレビ放送 | そこはダメですぅ!           | 村田和也       | 村田和也     | 藤澤俊幸   | 11月16日                   |
| 8    | テレビ放送 | 天城礼子二十三歳?           | 井硲清高       | 須藤典彦     | 赤尾良太郎 | 11月30日                   |
| 9    | テレビ放送 | ふたりで花火ですぅ!         | 仙北實         | 須藤典彦     | 佐藤陵     | 12月7日                    |
| 10   | テレビ放送 | 迎えに来たんだ              | 井硲清高       | 村田和也     | 平塚知哉   | 12月14日                   |
| 11   | テレビ放送 | そうだ! 八つ橋を…           | 村田和也       | 村田和也     | 松岡秀明   | 2000年（平成12年） 1月4日  |
| 12   | テレビ放送 | カリンカだよ!               | 須藤典彦       | 須藤典彦     | 藤澤俊幸   | 1月11日                    |
| 13   | テレビ放送 | また妹ができたですぅ!       | 仙北實         | 深沢幸司     | 沢田正人   | 1月18日                    |
| 14   | テレビ放送 | 諦めないもん!               | 村田和也       | 村田和也     | 佐藤陵     | 1月25日                    |
| 15   | テレビ放送 | わかったよお姉ちゃん        | 深沢幸司       | 深沢幸司     | 平塚知哉   | 2月1日                     |
| 16   | テレビ放送 | 仲人最大の危機!?            | 須藤典彦       | 須藤典彦     | 松岡秀明   | 2月8日                     |
| 17   | テレビ放送 | 出雲に着いたですぅ!         | 村田和也       | 村田和也     | 沢田正人   | 2月15日                    |
| 18   | テレビ放送 | そんなのうそだ！            | 深沢幸司       | 深沢幸司     | 佐藤陵     | 2月22日                    |
| 19   | テレビ放送 | 突入! アカデミー基地        | 須藤典彦       | 須藤典彦     | 藤澤俊幸   | 2月29日                    |
| 20   | テレビ放送 | 究極の超鋼鉄天使            | 村田和也       | 村田和也     | 平塚知哉   | 3月7日                     |
| 21   | テレビ放送 | 天使が消えた日              | 仙北實         | 深沢幸司     | 沢田正人   | 3月14日                    |
| 22   | テレビ放送 | カオスエンゼル              | 村田和也       | 村田和也     | 佐藤陵     | 3月21日                    |
| 23   | テレビ放送 | 罪と罰                      | 深沢幸司       | 深沢幸司     | 藤澤俊幸   | 3月28日                    |
| 24   | テレビ放送 | Kissから始まるMiracle       | 高橋ナオヒト   | 高橋ナオヒト | 千羽由利子 | 4月4日                     |
| 25   | DVD発売    | サキちゃん・スタアになる    | 村田和也       | 村田和也     | 藤澤俊幸   |                            |
| 26   | DVD発売    | カリンカ・新たなる恋！      | 深沢幸司       | 深沢幸司     | 沢田正人   |                            |
| 27   | DVD発売    | くるみ・オトナになったです… | 村田和也       | 村田和也     | 佐藤陵     |                            |
| 28   | DVD発売    | 永遠の鋼鉄天使              | 深沢幸司       | 深沢幸司     | 千羽由利子 |                            |

## 鋼鉄天使くるみ2式
本作品は、鋼鉄天使くるみの好調を受けて制作されたオリジナルの続編である。しかし、主人公が少年から少女になり、しかも「はにはにだよ〜」という狙いすました口癖までついた萌えキャラであったことからSFバトルアクション色とラブコメ色は大幅に後退している。また、後述の鋼鉄天使くるみ零と同時進行であったため、前作・鋼鉄天使くるみでのキャラクターデザイン・総作画監督であった千羽由利子が本作品では退いている。
なお、くるみたち三姉妹の関係は前作とほぼ同じである。しかし、サキはご主人さまの皇うるかと姉のくるみとの間で揺れ動く複雑な乙女心が加味されている。その皇うるかも主人公の少女・神維那己に同性愛感情を抱いているなど、全体的に百合的な色合いが強くなっている。
本作品から制作レーベルがポニーキャニオンからm.o.eとなっている。

### あらすじ（2式）
時は現代。神主の娘である神維那己は、幼馴染で友人の皇うるかとともに神社の倉庫から続く隠し地下通路を偶然発見する。そして、そこで迷っているうちに、偶然鋼鉄天使くるみ2式を発見し、起動させてしまう。くるみ2式は改良型の鋼鉄天使として未来から送られてきたものであった。そして彼女らのドタバタに満ちた学園生活が始まる。

### 登場人物（2式）
神維 那己（かぐら なこ）
声 - 桑島法子
くるみ2式のご主人様（術者）の少女。地味でおとなしい性格。神維岬の娘で前作の神維の末裔にあたる。女子校の桃の木学園の中等部の学生で、うるかとは幼馴染。実家の神社で、チェロコンサートを開くほどチェロが得意。
くるみ2式
声 - 榎本温子
サキ2式とカリンカ2式の姉（長女）。那己とのキスにより目覚め、それ以降、那己をご主人様と呼び、慕う。キャンワンと合体することで空中戦や水中戦が可能となる。途中から桃の木学園中等部に編入する。
キャンワン
声 - 愛河里花子
くるみ2式と供に現れ神維家に飼われることとなった子犬型ロボットで鋼鉄犬使と呼ばれる。人語は解するが話せない。くるみの呼び声に応じ支援メカ（飛行パーツ・潜航パーツ）に変化する。
皇 うるか（すめらぎ うるか）
声 - そのざきみえ
サキ2式のご主人様（術者）。皇天海の娘。桃の木学園高等部一年の学生で、幼馴染の那己には同性愛感情を抱いている。くるみの登場により彼女に嫉妬心を抱くようになり、那己とより積極的に接するようになる。
サキ2式
声 - 田中理恵
鋼鉄天使三姉妹の次女。少し妄想癖あり。途中から桃の木学園高等部一年に編入する（くるみの妹であるにもかかわらず、くるみより上の学年になった）。第1期アニメ版と同様、姉のくるみに対して同性愛感情を抱いており、またうるかにも同性愛感情を抱いている。
皇天海の会長室に飾っていた仏像の中に眠っていて、成り行きでうるかのキスで目覚める。
カリンカ2式
声 - 倉田雅世
飛行能力を搭載した鋼鉄天使で三姉妹の三女。大勢の術者の集団の念力の力で目覚めた。術者の命令により姉を回収すべく二人の姉と敵対し二人の姉を追い詰めるも、那己の強い思いからサキ2式のエンゼルハートに共鳴した力により戦いに敗北した。その後は桃の木学園中等部に編入してきたり、神維家に住み着いたり、再度くるみ2式に戦いに挑んだこともあったが、最後には二人の姉とも和解した。
神維 岬（かぐら みさき）
声 - 三石琴乃
那己の母で前作の神維の末裔にあたる。彼女の父は集団術者の首領である。
皇 天海
声 - 石塚運昇
皇うるかの父にして、皇グループ会長。娘のことを第1に考える親バカ。その気になれば、皇家の施設軍隊を送りこむという過激な判断をすることがある。
綾小路博士
声 - 鈴置洋孝
第一話で声のみ登場。鋼鉄天使を改良重ねてくるみ2式を作り上げた科学者、サキ2式とカリンカ2式については詳細不明。

### スタッフ（2式）
- 企画・プロデュース - 久米憲司
- 監督 - 高橋ナオヒト
- 共同監督 - 深沢幸司
- シリーズ構成・脚本 - 黒田洋介
- キャラクターデザイン・総作画監督 - 池田裕治
- メカニックデザイン - 赤松武
- 色彩設計 - 大関たつ枝
- 美術監督 - 加藤賢司
- 撮影監督 - 水谷貴哉
- 編集 - 山森重之
- 音響監督 - 渡辺淳
- 音楽 - 佐橋俊彦
- アニメーションプロデューサー - 神田修吉
- アニメーション制作 - オー・エル・エム

### 主題歌（2式）
オープニングテーマ「KissからはじまるMiracle（2式）」
作詞 - 荒川稔久 / 作曲 - 佐橋俊彦 / 編曲 - 酒井良 / 歌 - STEEL ANGELS（榎本温子、田中理恵、倉田雅世）
エンディングテーマ「澄んだ青空の向こうに」
作詞 - 荒川稔久 / 作曲・編曲 - 佐橋俊彦 / 歌 - STEEL ANGELS（榎本温子、田中理恵、倉田雅世）

### 各話リスト（2式）
1話約12分。
| 話数 | サブタイトル               | 絵コンテ     | 演出     | 作画監督 |
| ---- | -------------------------- | ------------ | -------- | -------- |
| 1    | はにはにきゅいーんです!    | 高橋ナオヒト | 鈴木敏明 | 池田裕治 |
| 2    | ご主人様は女の子です       | 深沢幸司     | 藤澤俊幸 | 藤澤俊幸 |
| 3    | 初めての…です♡             | 辻初樹       | 秦義人   | 平塚知哉 |
| 4    | 新たなる鋼鉄天使・サキ2式  | 井硲清高     | 井硲清高 | 佐藤陵   |
| 5    | ご主人様と姉さんと         | 辻初樹       | 鈴木敏明 | 池田裕治 |
| 6    | くるみ、おサカナになるです | 朝居留美     | 藤澤俊幸 | 藤澤俊幸 |
| 7    | 覚醒、カリンカ2式          | 井硲清高     | 井硲清高 | 佐藤陵   |
| 8    | 初めまして、お姉ちゃんズ   | 辻初樹       | 深沢幸司 | 沢田正人 |
| 9    | 雨のち晴れのち虹です       | 朝居留美     | 鈴木敏明 | 藤澤俊幸 |
| 10   | アルバイト大作戦です!      | 辻初樹       | 秦義人   | 平塚知哉 |
| 11   | ご主人様がいなくなるです   | 井硲清高     | 井硲清高 | 佐藤陵   |
| 12   | 澄んだ青空の向こうに       | 朝居留美     | 深沢幸司 | 池田裕治 |

## 鋼鉄天使くるみ零
本作品は、鋼鉄天使くるみの好調を受けて制作されたオリジナルの続編として発売されたOVAである。また、2式がコメディ一色だったことに対し、本作品はシリアスかつ抑揚に欠けたきらいのある室内劇であった。そして、本作品は、登場キャラクターが鋼鉄天使ではないという点で、他の鋼鉄天使シリーズとは大幅に異なっている。
なお、くるみたちの関係も他の鋼鉄天使シリーズとは異なり、共同生活を営む人間の少女たちである。このため、姉妹というよりはルームメイトの友人という関係という方が適切で、しかもその友人関係もごく普通のものである。例えば、他の2人はくるみの初恋の相手に普通に興味を持ち、その恋の成就を応援するような間柄である。
本作品はいわばアニメシリーズの前日談であり、最終的には無印くるみに繋がっていく話であることが示唆され、原作でも作者が言及している。
無印、2式には登場しないエクセリアは後に原作に鋼鉄天使として登場する。

### あらすじ（零）
人間と文明が滅びかかっている遠い未来の地球で、くるみ、サキ、カリンカ、エクセリアの4人の人間の少女が共同生活をしていた。ある日くるみは道人という少年と恋に落ちる。そしてメールのやり取りなどでくるみと道人の付き合いが始まっていく。

### 用語（零）
ガンマ
ホールダ病に感染した人のコードナンバー。
ホールダ病（身体能力衰退症候群）
人間が生きることができない烈悪な環境で無理やり生活することで、精神が耐えられず無意識のうちに命を閉ざしてしまう。死ぬことだけを考える精神病患者。

### 登場人物（零）
くるみ
声 - 榎本温子
サキやカリンカの励ましに勇気づけられ、神維道人に告白し付き合うことになり、神維道人がドームシティーを離れた後も通信で連絡を取り合っていた。その後一時は連絡が取れずふさぎ込むことがあったが、ホールダ病のことを知ったくるみは一緒に生き続けてほしいと訴え、神維道人への一途な強い思いから天使（エンゼル・リゼンド）が生み出された。
サキ
声 - 田中理恵
くるみのルームメイト。くるみを色々と励ます。第1、2期のアニメ版とは異なり、くるみに対して同性愛感情がなく、また頼れるお姉さん的存在になっている。
カリンカ
声 - 倉田雅世
くるみのルームメイト。サキ同様、くるみを色々と励ます。
エクセリア
声 - 南央美
くるみのルームメイト。くるみが神維道人に付き合うことに反対をする。前にホールダ病（身体能力衰退症候群）にかかってしまい、リストカットまでした暗い過去をもつ。現在はあれからくるみやサキやカリンカの支えにより克服している。
エンゼル・リゼンド（エンジェル・ハート）
最終話のみ登場（セリフがないために担当声優はいない）。くるみの神維道人への一途な強い思いから生み出された天使。後に神維博士によって「エンジェル・ハート」として命名される。
神維 道人（かぐら みちひと）
名前のみ登場。くるみの初恋の相手。ホールダ病にかかってしまい、一週間後にはドームシティーを離れることになっていた。後にくるみの一途な思いから支えられ、ホールダ病を克服することとなる。

### スタッフ（零）
※ 2式のスタッフとほぼ同じであるため省略

### 主題歌（零）
「はじまりの奇跡」
作詞 - 荒川稔久 / 作曲・編曲 - 寺嶋民哉 / 歌 - Angels（榎本温子、田中理恵、倉田雅世、南央美）

### 各話リスト（零）
| 話数 | サブタイトル       | 脚本     | 絵コンテ     | 演出       | 作画監督   |
| ---- | ------------------ | -------- | ------------ | ---------- | ---------- |
| 1    | エンゼル・フォース | 黒田洋介 | 高橋ナオヒト | 木村真一郎 | 千羽由利子 |
| 2    | エンゼル・スマイル | 黒田洋介 | 高橋ナオヒト | 木村真一郎 | 沢田正人   |
| 3    | エンゼル・ハート   | 黒田洋介 | 高橋ナオヒト | 木村真一郎 | 斉藤英子   |

## 鋼鉄天使くるみpure
本作品はアニメコンプレックス枠の人気作品「鋼鉄天使くるみシリーズ」を換骨奪胎して製作された実写番組であり、作中の映像表現にごく簡便なビデオ合成などが使用されているため特撮番組に分類される場合がある。独特の世界観の構成のためレギュラーキャラクター4名には当時中学生の子役が起用された。
本作品は「中心キャラクターの仲人が引きこもり」という設定のため、各話のストーリー展開は仲人の住居内か外であっても玄関前程度の場所で終始し、一部の話数を除いて原則的に舞台が外部に及ぶことはない。また、登場する鋼鉄天使はくるみ・サキ・カリンカのいわゆる「三姉妹」のみである。従って、ジャンルとしてはシチュエーション・コメディに該当する。
三姉妹の衣装は基本的には原作初期のデザインに沿ったものが使用されたが、露出度の高いカリンカの衣装のみアニメ「2式」のデザインとの折衷案に近いものに変更されている。ただし、腹部や背部に黄色を配色するなど、違和感を最小限に抑えるための配慮は行なわれた。また、そのキャラクター設定も原作などのそれに準じ、くるみの独特の口調・サキの百合系の感情・カリンカの勝気な性格なども原則的に踏襲されている。
一方で、本作品での「鋼鉄天使」は兵器ではなく一般家庭用に開発された看護用アンドロイドの試作品であること、仲人が特別な家系の血統ではないこと、舞台が（本放送当時から見て）近未来であることを始めとして、世界観に関しては他シリーズとはほとんど共通しない。

### あらすじ（pure）
ごく普通の中学生の少年・神維仲人は、ある事件をきっかけに引きこもりの生活を送っていた。仲人の元には時折り叔父である綾小路博士の発明したおかしな品々が送り付けられ、仲人はそのモニターとして迷惑な日々をすごす。
そんなある日のこと、仲人の元に叔父の運営する大手医療機器メーカーから、看護師ロボット・通称看護ロイドの家庭用試作一号機・開発コードネーム “鋼鉄天使” の「くるみ」が届けられる。仲人の身長ほどもある箱に納められたくるみは人間の少女と見紛うばかりの姿をしていた。そして、困ったことにくるみを起動させるには仲人がその唇にキスをしなければならなかった。
こうして始まった仲人とくるみの奇妙な共同生活は、追って届いた二号機のサキと三号機のカリンカを加えてさらにエスカレート。しかし、4人で送るドタバタ共同生活は仲人の心境に少しずつ変化をもたらしていく。

### 用語（pure）
綾小路グループ
綾小路英麻呂博士をトップに置く世界的医療機器メーカー。特に看護ロイドについては業界でも独占的なシェアを誇る。
看護ロイド
医療業界における慢性的な看護師の人員不足と過重勤務の緩和を目的に開発されたアンドロイド。医療現場への普及は既に整いつつある。
鋼鉄天使
医療現場への看護ロイドの普及がほぼ完了したことを受けて、綾小路グループが新たに開発を始めた家庭用の多目的看護ロイドに係る開発コードネーム。一般家庭において人間と共に生活することが前提とされるため、システム・メンタリティとも業務用よりも高度な性能が求められる。

### 登場人物（pure）
神維 仲人（かぐら なかひと）
演 - 上條誠
16世紀の天文学者ガリレオ・ガリレイを「ガリ様」と呼び崇拝する中学生の少年。バス（車両の方）オタクでその方面に関する知識については突出したものを持つ。中学校の同級生で幼馴染でもある少女に好意を持ち告白した際にある失態を演じたと思い込み、引きこもりとなった。大手企業・綾小路グループのトップ・綾小路英麻呂を叔父に持ち、叔父の意向で看護ロイド試作機･鋼鉄天使のモニターを任せられることになる。
くるみ
演 - 松居彩
鋼鉄天使試作一号機で、モニター用として仲人の元へ遣わされる。外見的には10歳代中盤の少女の姿をしているが、人格の設定によるものか言動はそれより幼い。当初より仲人を主人と認識し、かつ仲人のキスで目覚めたことから、仲人大事を行動理念とし常に仲人のために行動する。しかし、言動に拙いところがあり、それゆえに騒動の原因となることも少なくない。
サキ
演 - 橘綾乃
鋼鉄天使試作二号機で、くるみに続いて仲人の元に遣わされる。しばらく起動させられずにいたところ、事故的要因によりくるみのキスで覚醒した。このため、仲人を主人と認識しつつもくるみに対して恋愛感情を抱いている。くるみ同様10歳代中盤の少女の姿をし、人格的にもそれに見合った設定がなされている。三姉妹の中では最も温和で従順な性格だが、くるみの関心を仲人から自分に向けさせるため仲人を陥れるような行動をとることも少なからずあった。
カリンカ
演 - 寺門仁美
鋼鉄天使試作三号機。後発機のため三姉妹では最も高性能で、主人のキスを受けずとも自動的に起動する。外見的にはくるみたちより一回り小柄で子供っぽい印象があるが、このことは本人の劣等意識を刺激するようで「子供」と言われると憤慨する。言動は居丈高で、姉たちはもとより主人と認識する仲人にさえ常に上からの物言いで接する。その一方で仲人に好かれたいという願望も強くあり、このため、くるみに対して対抗意識を持っている。
与那嶺 かなめ（よなみね かなめ）
演 - 山本恵美
くるみの到着に前後して仲人のもとを訪れるようになった女性。23歳。酒乱であり、失恋するたびに泥酔して仲人の部屋を訪れクダを巻いていた。実は仲人の担任教師であるのだが、進級以降は登校していない仲人はそのことを知らなかった。
倉田中 温子（くらたなか あつこ）
演 - 新井梨絵
仲人の幼馴染の少女。中学に進んだころに仲人から好意を持たれ告白を受けるが、ある思い違いをした仲人はその場から逃げ出し引きこもりとなってしまう。理由の判らない彼女は学校に来なくなった仲人をずっと心配していた。
天地 シュンイチ（あまち シュンイチ）
演 - 三原伸之
仲人のもとに綾小路博士からの荷物を運んでくるパンクロックヘアーの青年で仲人たちからは「お兄さん」と呼ばれている。運送以外にも富山の薬や有機栽培野菜を売りに来たこともあり、仲人の危機にタイミングよく現われて救ったり救わなかったりした。実は綾小路グループの研究員で鋼鉄天使の開発メンバーであった。研究所内では髪を降ろしており、パンクロックヘアーは対仲人用の変装らしい。
綾小路 英麻呂（あやのこうじ ひでまろ）
声 - 鈴置洋孝
大手企業・綾小路グループのトップで仲人の叔父である科学者。発明家でもあり新開発したいろいろな道具を仲人にモニターさせていたことから、グループの試作開発機・鋼鉄天使のモニターを仲人に行なわせる。基本的にリベラルな考えの持ち主だが、いろいろと問題行動が多いため欠陥機とみなされたくるみに対しては、グループの総帥としてその人格・記憶の両データの廃棄を決定した。しかし、データの完全消去により再起動はあり得ないはずのくるみが、仲人との2度目のキスにより元のまま目覚めたのを目の当たりにし、その存在を容認する。

### 登場アイテム
充電器（第1話ほか）
くるみと同梱されて送られてきた鋼鉄天使用の充電装置兼用固定台。充電時には円台の上に起立し、手首・足首・ウエスト部分をリング状のパーツにより固定する。電源は一般家庭用のコンセントから供給する。
おビョーキみるみる（第2話ほか）
くるみが使用する、両掌大のモバイルコンピュータ。ケーブル先端のセンサーでタッチすることで、対象者の病状とその対処方法を即座に調べることができる。
超小型インジケーター有機LED（第2話ほか）
綾小路グループが開発した超高性能表示装置。鋼鉄天使にはうなじの辺りに50mm×20mm程度の大きさのものが装備されており、このサイズでも顕微鏡を使えばシネマスコープ映画を高解像度で視聴できる。くるみたちのディスプレイには常に5桁の数字が表示されており、その数字はくるみたちにとって重大な意味を持つものである。
かなちゃん手形・平成13年度版（第3話ほか）
神奈川中央交通発行のバス乗車券。レアもので仲人は3日も徹夜して並びようやく手に入れた。写真たてに入れられて飾られており、仲人曰く「これが倒れるとベルマーレが負ける気がする」。
なお、神奈川中央交通は実在のバス会社で、かなちゃん手形も同社が実際に発行している高齢者向け割引乗車券。ただし外見は本作品に登場するものとは全く異なる。
エンデバー饅頭（第5話ほか）
綾小路博士のNASA土産で仲人お気に入りの品。ガリ様にお供えした後、風呂上り20分以内に70度のお湯で入れたお茶と共に食べるのが最も美味しいらしいが、カリンカ曰く「まじぃ」。
有機分解燃料化装置（第6話）
カリンカのセリフにのみ登場。鋼鉄天使の内部装置で、経口摂取した飲食物を電気エネルギーに変える働きをする。
コピーロボット（第10話）
綾小路博士が開発したアンドロイド。仲人そっくりの容姿を持ち性格はやや快活に設定されている。くるみたちにも偽物とは見抜けなかったほど高性能。
大日本バスマニア博覧会プレミアムチケット（第11話ほか）
富士の裾野の広大な土地に夢のバスシティをつくり昭和時代のバスを運行させるイベントのチケット。仲人はインターネットオークションで入手しようとしたが、くるみたちにじゃまされて失敗。怒りのあまりくるみたちを追い出してしまう。
千円玉（第14話）
造幣局発行の硬貨。くるみが持っており「『消える硬貨』のマジック」に使ったが、消えなかった。
五万円札（第14話）
造幣局から発行されたばかりの紙幣。カリンカが持っており「『切れないお札』のマジック」に使ったが、切れてしまった。
カメのエサ（第14話）
綾小路博士が作った亀の餌。これを食べた亀は3日以内に「特製の役に立つ卵」を産むとのこと。
眼鏡（第16話）
綾小路博士から仲人のもとに届いた黒縁眼鏡。丸いレンズフレームに昆虫の複眼のようなパターンが刻まれたレンズが嵌められているが、説明書が付けられておらず用途や効果は全く判らない。くるみたち姉妹が架けた際には「すっぽーん」の掛け声とともに各自の性格を強調するような変化が見られたが、これが正常な効果なのか動作不良の類なのかは不明。仲人が架けるのを拒んだため人間に対する効果も不明。
携帯電話機（第17話）
丸い化粧用コンパクトに似た形の電話機。開くと蓋の裏側にディスプレイがあり相手の様子が表示される。カリンカの持ち物らしい。
転送装置（第18話）
綾小路博士が作った物質を電送する機械。対になる装置はないらしく送られたものがどこに行くのかは不明だが、一定の時間が経過すると戻って来る。しかし、複数のものを同時に送ると、人格が入れ替わったり肉体が融合したりと、ろくな結果にならなかった。
エイリアンボディ・シンドローム（第20話）
コンピューターウイルスにより発症するアンドロイドの病気。動力システムを乗っ取られ体の動きを制御できなくなり、潜在意識の願望のままに行動するようになる。
ワクチンプログラム（第20話）
エイリアンボディ・シンドロームのコンピューターウイルスを駆除するため綾小路博士が開発したプログラム。小銃型の注入器に組み込まれ光弾状で射出されるため遠距離からでも打ち込むことができる。注入時にはそれなりに痛いらしい。

### スタッフ（pure）
- 企画：ピーシーライツ
- 監督：保母浩章
- シリーズ構成：荒川稔久
- 脚本：荒川稔久 他
- 演出：佐藤徹也 他
- 音楽：佐橋俊彦
- エグゼクティブプロデューサー：久米憲司、大柳英樹
- プロデューサー：山下泰英、佐竹正徳、本木茂、池田正義
- 制作：オフィスクレッシェンド

### 主題歌など
- 「笑顔ください」(オープニング主題歌)
  - 歌：ピュア天使（松居彩、橘綾乃、寺門仁美）、作詞：夏野芹子、作曲：真理、編曲：棚橋信仁
- 「KissからはじまるMiracle(pure)」(第1シリーズエンディング主題歌)
  - 歌：ピュア天使（松居彩、橘綾乃、寺門仁美）、作詞：荒川稔久、作曲：佐橋俊彦、編曲：棚橋信仁
- 「カーテン」(第2シリーズエンディング主題歌)
  - 歌：ピュア天使（松居彩、橘綾乃、寺門仁美）、作詞：夏野芹子、作曲：ハルユキ、編曲：棚橋信仁
- 「ふたりの時間」(未使用曲・CD「angel beat」に収録)
  - 歌：ピュア天使（松居彩、橘綾乃、寺門仁美）、作詞：夏野芹子、作曲：鎌田雅人、編曲：棚橋信仁

### 各話リスト（pure）
- 本作品は2002年（平成14年）4月より放送を開始。全24話であるが第12話でいったん放送を中断、第13話以降は3か月後に放送再開された。
- 本編約11分(アバンタイトル含む)。
- 「準レギュラー」欄はその回に登場するキャラクターで、原則としてエンドクレジットの表示に準ずる。

| 話数 | 話数        | 放送日(キー局) | サブタイトル                     | 演出     | 脚本       | 準レギュラー         | 備考                           |
| ---- | ----------- | -------------- | -------------------------------- | -------- | ---------- | -------------------- | ------------------------------ |
| 1    | 第1シリーズ | 4月2日         | 看護ロイドのくるみです           | 保母浩章 | 荒川稔久   | 倉(写真のみ)、天、綾 | 仲人、くるみ登場。             |
| 2    | 第1シリーズ | 4月9日         | ふたりでおとまりです             | 保母浩章 | 荒川稔久   | 与、綾               |                                |
| 3    | 第1シリーズ | 4月16日        | 初めての夜はすごかったです       | 保母浩章 | 荒川稔久   | 与                   |                                |
| 4    | 第1シリーズ | 4月23日        | くるみのくるくる七変化です       | 保母浩章 | 荒川稔久   | 天(クレジット無し)   |                                |
| 5    | 第1シリーズ | 4月30日        | くるみがまんできないかもです     | 保母浩章 | 荒川稔久   | 与、天、綾           | サキ登場(起動せず)。           |
| 6    | 第1シリーズ | 5月7日         | にっくき妹登場です               | 保母浩章 | 荒川稔久   | 綾                   | カリンカ登場。                 |
| 7    | 第1シリーズ | 5月14日        | カリンカちゃんには負けないです！ | 保母浩章 | 荒川稔久   |                      | サキ起動。                     |
| 8    | 第1シリーズ | 5月21日        | 妄想少女サキちゃんです           | 保母浩章 | 荒川稔久   |                      |                                |
| 9    | 第1シリーズ | 5月28日        | 風邪には看護ロイドです           | 保母浩章 | 千葉克彦   | 天                   |                                |
| 10   | 第1シリーズ | 6月4日         | ご主人様が二人！？です！         | 佐藤徹也 | 長谷川勝己 | 与、綾               | コピーロボット(ゲスト)登場。   |
| 11   | 第1シリーズ | 6月11日        | ご主人様の大爆発です             | 保母浩章 | 荒川稔久   | 天                   |                                |
| 12   | 第1シリーズ | 6月18日        | そして誰もいなくなったです       | 保母浩章 | 荒川稔久   | 天                   | 本話をもって放送中断。         |
| 13   | 第2シリーズ | 10月8日        | ご主人様の再出発です             | 保母浩章 | 荒川稔久   | 与、倉               | 放送再開。外部ロケシーンあり。 |
| 14   | 第2シリーズ | 10月15日       | ふにゃっとしないで立ってです！   | 保母浩章 | 荒川稔久   | 天(声のみ)           |                                |
| 15   | 第2シリーズ | 10月22日       | ご主人様育成計画です             | 藤原裕輔 | 井上敏樹   | 与                   |                                |
| 16   | 第2シリーズ | 10月29日       | メガネっ子はすっぽーんです       | 藤原裕輔 | 山口宏     | 天                   |                                |
| 17   | 第2シリーズ | 11月5日        | くるみ誘拐されちゃったです       | 佐藤徹也 | 井上敏樹   |                      | 誘拐犯(ゲスト)登場。           |
| 18   | 第2シリーズ | 11月12日       | 危険な転送装置です               | 藤原裕輔 | 千葉克彦   | 天、綾               | 転送装置登場。                 |
| 19   | 第2シリーズ | 11月19日       | 二人っきりは危険です             | 保母浩章 | 長谷川勝巳 | 天                   |                                |
| 20   | 第2シリーズ | 11月26日       | くるみおかされたかもです         | 保母浩章 | 井上敏樹   | 天                   |                                |
| 21   | 第2シリーズ | 12月3日        | いくとこまでいっちゃうです       | 保母浩章 | 荒川稔久   | 天                   |                                |
| 22   | 第2シリーズ | 12月10日       | くるみ死ぬほどがんばるです       | 保母浩章 | 荒川稔久   |                      |                                |
| 23   | 第2シリーズ | 12月17日       | ご主人様の誕生日です             | 保母浩章 | 荒川稔久   |                      |                                |
| 24   | 第2シリーズ | 12月24日       | 笑顔ください                     | 保母浩章 | 荒川稔久   | 与、倉、天、綾       | 最終回。外部ロケシーンあり。   |